# Le Moniteur automobile
Moniteur automobile est un magazine d'information automobile belge fondé en janvier 1950, paraissant tous les quatorze jours.

## Historique
L'histoire du magazine commence en janvier 1950, il ne comporte alors que quatre pages listant le prix des véhicules neufs vendus en Belgique et la cote des voitures d'occasion. En 1975, le magazine passe au format tabloïd et un an plus tard (août 1976) il va changer d'actionnaire qui est alors Christian Rousseaux (président du groupe Produpress). La formule de l'essai détaillé nait quelques mois plus tard. En octobre 1979 le magazine apparaît enfin en Flandre sous le nom d'AutoGids. Et en mars 1984, la version pour la France du Moniteur Automobile voit le jour pour disparaître en 2009. Le 30 septembre 2009, la nouvelle formule du Moniteur automobile sort en kiosque. En 2010, le magazine fête ses soixante ans d'existence.
Le journal a accueilli dans sa rédaction de grandes plumes, tels les pilotes belges Paul Frère, Pierre Dieudonné et Christine Beckers.
Xavier Daffe et Tony Verhelle, membres de la rédaction, ont fait partie du jury internationaux de plusieurs trophées dont AutoBest, le COTY (voiture de l'année) et le WCOTY  (voiture mondiale de l'année).
À l’occasion du salon de l’automobile de Bruxelles, chaque mois de janvier, la publication sortait un numéro supplémentaire pendant l’événement. Trois numéros « Spécial Salon » étaient ainsi publiés de fin décembre à mi-janvier. Le premier incluait une entrée gratuite pour la nocturne du lundi, le second servait de guide de l’acheteur, et le troisième présentait un condensé des plus de 200 essais réalisés durant l’année civile précédente.
Le magazine était autrefois diffusé en deux éditions distinctes : une édition française et une édition belge. Mais depuis 2009, seule l’édition belge fut maintenue. Sa diffusion en France cessa à partir d’avril 2011 pour revenir en 2025 14 ans plus tard.
Ce magazine a aussi participé à l'élaboration d'une émission automobile diffusés en 2009 sur RTL-TVI et Club RTL, Auto club.

## Aujourd'hui
Le magazine se compose de plusieurs essais détaillés, quelques premiers essais, des comparatifs, des reportages, des portraits de personnes célèbres du milieu automobile, etc.
Le magazine est réputé pour le sérieux avec lequel sont menés les essais détaillés et de manière générale pour son impartialité, favorisée par l'absence de marque nationale belge.
Le rédacteur en chef est Klaas Janssens. 
Un numéro spécial de ce magazine sort une fois par an et se nomme Guide d'achat - Le Moniteur Automobile, qui regroupe toutes les informations des voitures actuellement en vente sur le marché pour bien choisir l'auto qui convient aux envies de chacun.

## Site internet
Après dix-huit mois de développement, une nouvelle version du site internet Moniteurautomobile.be est mise en ligne le 31 juillet 2015 (pour les bêta-testeurs), puis officiellement le 7 septembre 2015. La plus grosse nouveauté, hormis l'interface utilisateur, est l'apparition d'une section vidéo, contenant une évolution importante : les essais vidéo, complémentaire aux essais automobiles effectués dans le magazine. Une page Facebook rassemble également de nombreux amateurs, tout comme la page dédiée à AutoGids. Depuis janvier 2016, le site est optimisé pour les smartphones.
Il est aussi désormais possible de comparer différents modèles à l'aide d'un comparateur neutre et indépendant et de bénéficier des articles, essais et comparatifs disponible sur le site internet. Le site propose aussi des informations sur les taxes, les péages et divers conseils autour de l'automobile.

## Réseaux sociaux
Le Moniteur Automobile est également présent sur plusieurs réseaux sociaux. Le média partage régulièrement du contenu sur Facebook, Instagram @moniteurautomobile et YouTube, permettant aux utilisateurs de suivre l’actualité automobile, des essais et des analyses en format visuel. En 2024 et 2025, Le Moniteur Automobile a étendu sa présence numérique en lançant des comptes sur TikTok et WhatsApp, afin de toucher un public plus large et de proposer des formats plus interactifs et instantanés.